# Archidiocèse de San Juan de Puerto Rico
L'archidiocèse de San Juan de Puerto Rico (en latin : Archidioecesis Sancti Ioannis Portorricencis ; en espagnol : Arquidiócesis de San Juan de Puerto Rico) est un archidiocèse métropolitain de l'Église catholique de Porto Rico appartenant à la région ecclésiastique de San Juan de Puerto Rico. C'est l'un des trois premiers diocèses créés en Amérique, avec celui de Saint-Domingue et de La Vega.

## Territoire
L'archidiocèse s'étend dans la partie nord-est de l'île de Porto Rico avec un territoire de 1 056 km2 divisé en 143 paroisses. Le siège épiscopal est à San Juan avec la cathédrale Saint-Jean-Baptiste, aussi basilique mineure, où se trouve la statue de Notre-Dame de la Divine Providence (es), patronne de Porto Rico. La cathédrale est aussi reconnue sanctuaire national par la Conférence épiscopale portoricaine, ainsi que le sanctuaire Notre-Dame-de-la-Divine-Providence de Cupey.

## Histoire
Par la bulle Romanus Pontifex du 8 août 1511, le pape Jules II crée le diocèse de Puerto Rico, ainsi que les diocèses de Saint-Domingue et La Vega, qui sont nommés suffragants de l'archidiocèse de Séville. Le premier évêque est Alonso Manso. En 1519, le diocèse inclut toutes les Petites Antilles dans son territoire.
Le 12 février 1546, le pape Paul III élève le diocèse de Saint-Domingue au rang d'archidiocèse métropolitain et Puerto Rico devient l'un de ses suffragants. Le 20 mai 1790, Il cède une partie de son territoire au profit de l'érection du diocèse de Santo Tomás de Guayana (actuel archidiocèse de Ciudad Bolívar).
Le 24 novembre 1803, par la bulle In universalis Ecclesiae regimine du pape Pie VII, le diocèse de Santiago de Cuba est élevé au rang d'archidiocèse métropolitain et Puerto Rico devient son suffragant mais par la bulle Divinis praeceptis du 28 novembre 1816 du même pape, Puerto Rico redevient suffragant de Saint-Domingue.
À la suite du Traité de Paris de 1898, l'Espagne reconnaît, entre autres, l'indépendance de Cuba et cède Porto Rico aux États-Unis. L'année suivante, le Saint-Siège nomme James Hubert Blenk, S.M, comme premier évêque du nouveau régime. À son arrivée, il trouve un diocèse en crise en raison de la saisie par le gouvernement militaire des biens immobiliers de l'Église catholique. Le 20 février 1903, le diocèse de Puerto Rico est séparé de la province ecclésiastique de Santiago de Cuba à laquelle il était de nouveau soumis, et placé sous exemption par le bref Actum Praeclare du pape Léon XIII. Blenk intente une action en justice contre le gouvernement qui arrive jusqu'à la cour suprême elle-même. Le litige est résolu en faveur de l'Église, de sorte qu'au moment où il est nommé en 1906 à la tête de l'archidiocèse de La Nouvelle-Orléans, il laisse un capital suffisant à son successeur pour le fonctionnement du diocèse.
Le 21 novembre 1924, par la bulle Ad Sacrosanctum Apostolatus Officium du pape Pie XI, le diocèse de Puerto Rico change son nom en diocèse de San Juan de Porto Rico. Il cède une partie de son territoire pour la création du diocèse de Ponce et élargit par la même occasion son territoire avec les îles Vierges, qui appartenaient jusqu'alors au diocèse de Roseau.
Le 30 avril 1960, par la bulle Cum apostolicus du pape Jean XXIII, il est élevé au rang d'archidiocèse mais cède d'autres portions de territoire pour l'érection du diocèse d'Arecibo et de la prélature territoriale des îles Vierges (aujourd'hui diocèse de Saint-Thomas). Ces deux diocèses ainsi que celui de Ponce deviennent ses suffragants,.
Le 4 novembre 1964, il cède une nouvelle portion de territoire pour la création du diocèse de Caguas,. Le 21 octobre 1968, il acquiert le territoire de la municipalité de Toa Baja, du diocèse d'Arecibo. Le 11 mars 2008, il cède à nouveau une portion de territoire pour l'établissement du diocèse de Fajardo-Humacao.

## Évêques et archevêques de San Juan
- Liste des évêques et archevêques de San Juan de Puerto Rico